# Giorgio XII di Georgia
Giorgio XII di Georgia (in georgiano გიორგი II?, noto anche in certa storiografia come Giorgio XIII; Telavi, 10 novembre 1746 – Tbilisi, 28 dicembre 1800) della dinastia georgiana dei Bagration. Fu l'ultimo re di Georgia (Regno di Cartalia e Cachezia) dal 1798 fino alla sua morte. Il suo breve regno concluse il XVIII secolo che per la Georgia era stato contraddistinto da notevole instabilità politica che aprì la possibilità ad altre potenze esterne di approfittare dei vari vuoti di potere.
Indebolito da una debole salute e dai problemi del suo regno, Giorgio XII richiese la protezione dello zar Paolo I di Russia. Dopo la sua morte, la Russia imperiale riuscì ad annettere i regni georgiani inviando il resto della famiglia imperiale georgiana in esilio in Russia.

## Biografia

### I primi anni
Giorgio era figlio di Eraclio II, allora re di Cachezia, e poi anche di Cartalia, e della sua seconda moglie, Anna Abashidze. Nel 1766 circa suo padre lo riconobbe quale suo erede al trono a Batonishvili, e lo nominò signore feudale delle province di Pambak e Lori (attuale Armenia). Nel 1770, Giorgio prese parte alla spedizione di Eraclio II contro gli ottomani stazionati nella Georgia meridionale. Nel 1777, assieme al fratellastro, il principe Levan, condusse una campagna contro il duca di Ksani e riuscì a soggiogare i suoi domini alla corona reale.
Giorgio ascese al trono georgiano dopo la morte di suo padre avvenuta il 12 gennaio 1798, venendo riconosciuto anche dallo zar Paolo I di Russia il 22 febbraio 1799 ed incoronato nella Chiesa di Anchiskhati di Tiflis il 5 dicembre 1799. La capitale, Tiflis, era ancora in rovina dopo gli effetti dell'invasione persiana del 1795 che fu la risposta al riavvicinamento di Eraclio II alla Russia (Trattato di Georgievsk del 1783) col conseguente rifiuto di sottomettersi all'autorità imperiale persiana.

### I problemi in Georgia

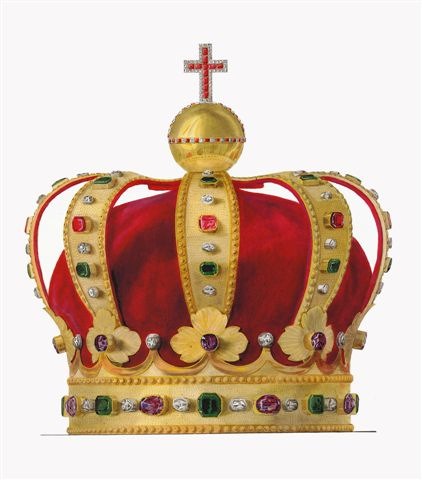
Corona di Giorgio XII, realizzata in oro e decorata con 145 diamanti, 58 rubini, 24 smeraldi e 16 ametiste.

I tre anni di regno di Giorgio XII furono scanditi da grande confusione ed instabilità nel governo. A differenza del suo eroico padre, infatti, Giorgio non godeva di grande popolarità presso il suo popolo e ancor meno di rispetto presso i propri sudditi. Sofferente di obesità e di edema, il re si trovò quasi sempre malato a Tiflis dove venne costantemente pressato dagli intrighi della sua matrigna, la regina vedova Darejan (Darya), la quale era intenzionata a privare Giorgio del trono in favore di uno dei suoi figli. I suoi numerosi fratellastri, che governavano i feudi concessi loro dal padre, perlopiù ignoravano la sua autorità. Uno di questi Alessandro, lasciò la patria per il Dagestan ed ivi rimase in opposizione armata alla politica filo-russa del fratello per anni.
A peggiorare il tutto, Fath Ali, scià di Persia chiese a Giorgio XII di inviare il proprio primogenito a Tehran come ostaggio e gli ordinò di sottomettere il suo paese al vassallaggio persiano. Immediatamente dopo l'ascesa al trono di Giorgio, lo scià scrisse al monarca georgiano:
Per questo, vivendo in costante terrore di venire deposto, o di vedere una nuova invasione da parte dei persiani, Giorgio venne forzato a concludere che il suo paese, per continuare a sopravvivere, aveva bisogno di qualcosa di più che di un semplice trattato di protezione con la Russia. In quel tempo, molti politici georgiani erano convinti che un'alleanza con la Russia sarebbe stata inutile dal momento che essa ben poco aveva potuto durante l'invasione persiana del 1795. Inoltre la costante malattia del sovrano aveva posto anche la questione di una possibile successione, fatto che come sempre divise la nobiltà georgiana in due; una fazione era schierata con Davide, figlio di Giorgio XII, mentre l'altra era favorevole al fratellastro del re, Iulon.

### L'alleanza con la Russia

Documento a firma di Giorgio XII.

Per assicurare la successione al trono di suo figlio e prevenire il fatto che il regno potesse piombare nuovamente in una guerra civile, Giorgio già dal settembre del 1799 aveva inviato un'ambasceria a San Pietroburgo con istruzioni per negoziare un nuovo trattato con lo zar Paolo I di Russia. Questa volta, il governo imperiale aveva mostrato un maggiore interesse nei confronti della Georgia dal momento che la campagna di Napoleone in Egitto aveva smosso l'attenzione di Paolo sul Medioriente. Nel novembre del 1799, un piccolo gruppo di forze russe giunse a Tiflis e Peter Ivanovich Kovalensky, inviato dello zar, assunse ufficialmente il controllo delle relazioni estere della Georgia. Kovalensky e Hājjī Ibrāhīm Shīrāzī, primo ministro persiano, si scambiarono una feroce corrispondenza dove l'uno contro l'altro riaffermavano l'intento di mantenere la Georgia sotto il rispettivo controllo, se necessario anche con l'uso della forza.
I negoziati tra Russia e Georgia ripresero, ma gradualmente l'obbiettivo si spostò. Re Giorgio offrì allo zar più autorità nella gestione degli affari interni ed esteri della Georgia purché la sua dinastia mantenesse piena autonomia nella gestione della chiesa ortodossa georgiana come autocefala rispetto a quella russa. Mentre ancora gli inviati georgiani erano impegnati a negoziare a San Pietroburgo, però, Paolo I decise unilateralmente di annettere il regno al proprio impero nel novembre del 1800, scrivendo al comandante russo a Tiflis: 
Il 18 dicembre 1800, lo zar firmò un manifesto che annunciava la definitiva annessione della Georgia alla corona russa. Il 28 dicembre 1800, prima ancora che i suoi emissari facessero ritorno da San Pietroburgo, Giorgio XII morì e suo figlio David, si autoproclamò reggente in Georgia. Lo zar Paolo venne assassinato l'11 marzo 1801 ed il suo successore, Alessandro I si rifiutò permettere che David fosse incoronato sovrano di Georgia, riaffermando l'annessione dello Stato all'impero russo con un decreto del 12 settembre 1801.

## Matrimoni e figli

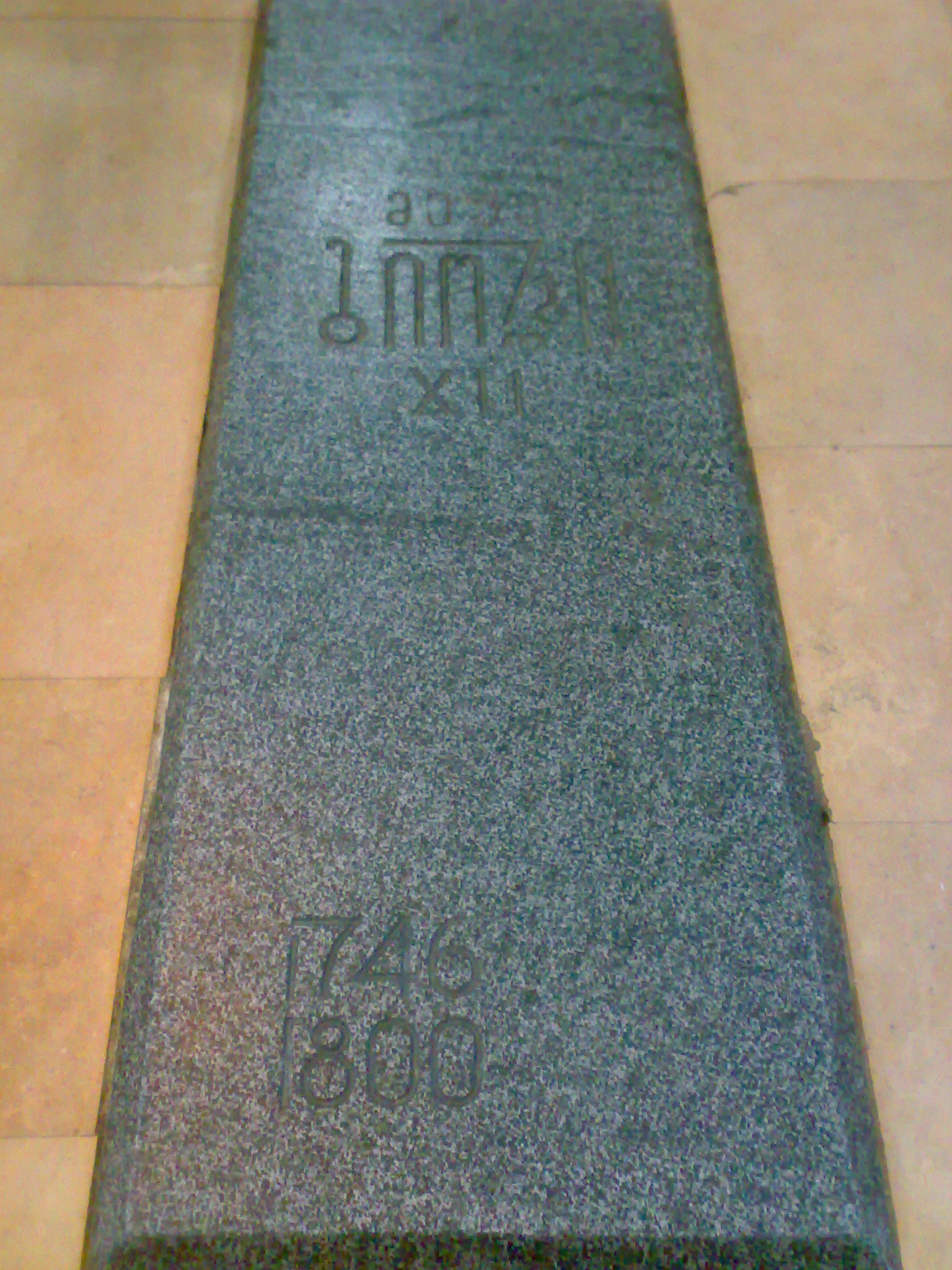
La tomba di Giorgio II nella Cattedrale di Svetitskhoveli.

Giorgio si sposò due volte; la prima fu nel 1766 con la principessa Ketevan Andronikashvili (1754 – 23 aprile 1782), membro di un ramo cadetto della famiglia dei Comneni. La coppia ebbe insieme 12 figli:
- David (1 luglio 1767 – 25 maggio 1819).
- Ioan (16 maggio 1768 – 15 febbraio 1839).
- Varvara (1769 – 1801), sposò il principe Svimon Andronikashvili
- Sophio (1770 – 28 settembre 1840), sposò il principe Luarsab Tarhan-Mouravi.
- Luarsab (1771 – prima del 1798).
- Nino (15 aprile 1772 – 30 maggio 1847), sposò il principe Grigol I di Mingrelia.
- Salome (c. 1773 – 3 gennaio 1777), sposò il principe Alessandro d'Imerezia.[3]
- Bagrat (8 maggio 1776 – 8 maggio 1841).
- Rhipsime (c. 1779 – 27 maggio 1847), sposò il principe Demetre Cholokashvili.
- Gayana (27 settembre 1780 – 22 July 1820), sposò il principe Giorgi Eristavi di Ksani.
- Solomon (c. 1781 – prima del 1798).
- Teimuraz (23 aprile 1782 – 25 ottobre 1846).

In seconde nozze, il 13 luglio 1783, sposò la principessa Mariam Tsitsishvili (9 aprile 1768 – 30 marzo 1850). La coppia ebbe 11 figli:
- Mikheil (1783 – 21 novembre 1862)
- Jibrael (13 agosto 1788 – 29 febbraio 1812), gemello di Tamar.
- Tamar (13 agosto 1788 – 29 luglio 1850), gemella di Jibrael.
- Ana (1789 – 1796).
- Ilia (2 settembre 1790 – 18 luglio 1854).
- Ioseb (c. 1792 – prima del 1798).
- Spiridon (c. 1794 – prima del 1798).
- Okropir (24 giugno 1795 – 30 novembre 1857).
- Svimeon (1796 – morto infante).
- Irakli (1799 – 20 ottobre 1859).
- Ana (1800 – 26 maggio 1850), sposò in prime nozze il principe Estate Abashidze ed in seconde nozze il principe David Tsereteli.[4]